# Raised On Rock
Raised on Rock är en sång skriven av Mark James och inspelad av Elvis Presley.

## Bakgrund
1973 var ett av de viktigaste åren under Elvis karriär. Han inledde året med att vinna en Golden Globe för dokumentären "Elvis on Tour" och gjorde även satellitshowen "Aloha from Hawaii". Elvis återvände till sina musikaliska rötter och gjorde två studiosessioner i soul-studion Stax Records i Memphis.

## Om sången
Under tiden i Stax spelade Elvis in Raised on Rock. I sångtexten återges hans syn på musik. Elvis sjunger om när rockmusiken kom och hur många trodde att den bara var en fluga. Sången kan dock uppfattas som något opersonlig då den handlar om hur sångaren upplevt rock'n'roll som något stort, men ändå avlägset. 

### Inspelningen
Sången spelades in under Stax-sessionen som hölls mellan den 21 och 24 juli 1973.

## Skivsläpp

### Singeln
"Raised on Rock" släpptes som singel tillsammans med sången "For Ol' Times Sake" och lyckades ta sig in på Billboard 100 på plats 41. På Countrylistan hamnade "For Ol' Times Sake" på plats 42.

### Albuminspelning
Sången kom att bli huvudspåret på albumet "Raised on Rock", ofta även kallat "Raised on Rock/For Ol' Times Sake".